# Роуз, Эдди
Э́дди Ро́уз (англ. Eddie Rouse, 2 июля 1954, Филадельфия — 7 декабря 2014, Лос-Анджелес) — американский актёр. Наиболее известен по ролям в таких фильмах, как «Гангстер», «Роковое число 23» и «Ананасовый экспресс: Сижу, курю». Последним появлением Роуза на экране стал короткометражный фильм «Крысиная стая крыс», в котором он сыграл двойника Сэмми Дэвиса, нанятого выступать на дне рождения. На момент своей смерти в конце 2014 года Роуз снимался в телесериале HBO «Западный мир».

## Биография
Роуз ходил в среднюю школу районе Олни города Филадельфия, штат Пенсильвания. Он начал свою карьеру в театре исполнительских искусств «Бушфайр», который также находится в Филадельфии. Позже Роуз поступил в Школу искусств Северной Каролины, где познакомился со своими однокурсниками Дэнни Макбрайдом и режиссёром Дэвидом Гордоном Грином, с которыми впоследствии работал.
Роуз дебютировал в художественном фильме Дэвида Гордона Грина «Джордж Вашингтон» в роли Дамаскуса, который был выпущен в 2000 году. Этот фильм был также дебютом Грина как кинопродюсера, режиссёра и сценариста. Роуз также сыграл в нескольких других фильмах Дэвида Гордона Грина, в том числе «Все настоящие девушки» в 2003 году, «Ананасовый экспресс: Сижу, курю» в 2008 году и «Нянь» с Джоной Хиллом в 2011 году.
В 2002 году Роуз появился в романтической комедии на баскетбольную тематику «Суперстар»; в 2007 году он снялся в фильме Ридли Скотта «Гангстер» и фильме Джоэла Шумахера «Роковое число 23»; в 2009 году вышел фильм «Пандорум», в котором он сыграл шефа, который сошёл с ума; в 2010 году он появился в псевдодокументальном фильме «Я всё ещё здесь» с Хоакином Фениксом, режиссёром которого выступил Кейси Аффлек. В 2011 году Роуз снялся для фильма «Зелёный Шершень» с Сетом Рогеном, но сцены с его участием были вырезаны из фильма. В конце своей карьеры Роуз пережил подъём — он снялся в фильме «Быть Флинном» (2012), «Зов природы» (2012) и «Совсем низко» (2014).
В 2014 году Эдди Роуз снялся в короткометражке Тодда Роэла «Крысиная стая крыс» в роли двойника Сэмми Дэвиса, нанятого для на день рождения ребёнка. На кинофестивале «Сандэнс» в 2014 году фильм получил специальный приз жюри за уникальное видение.
В том же году Роуз получил роль Кисси, индейца-контрабандиста в телесериал HBO о «Западный мир». Сериал основан на одноимённом фильме 1973 года Майкла Крайтона; исполнительным продюсером шоу является Джей Джей Абрамс. Действие сериала происходит в „футуристическом парке развлечений“. Роуз закончил сниматься в пилотном эпизоде в штате Юта всего за несколько недель до своей смерти.
Роуз умер 7 декабря 2014 года в результате печёночной недостаточности в возрасте шестидесяти лет.